# Озерки (Ярославский район)
Озерки — деревня в Ярославском районе Ярославской области. Входит в состав Кузнечихинского сельского поселения.

## История
В 1965 г. Указом Президиума ВС РСФСР деревня Чертищево переименована в Озерки.

## Население
| 2007 | 2010 |
| ---- | ---- |
| 2    | ↘0   |

### Историческая численность населения
По состоянию на 1989 год в деревне не было постоянного населения.